# Pachygnatha gaoi
Pachygnatha gaoi là một loài nhện trong họ Tetragnathidae.
Loài này thuộc chi Pachygnatha. Pachygnatha gaoi được miêu tả năm 2003 bởi Zhu, Song & Zhang.